# Graf DK 36

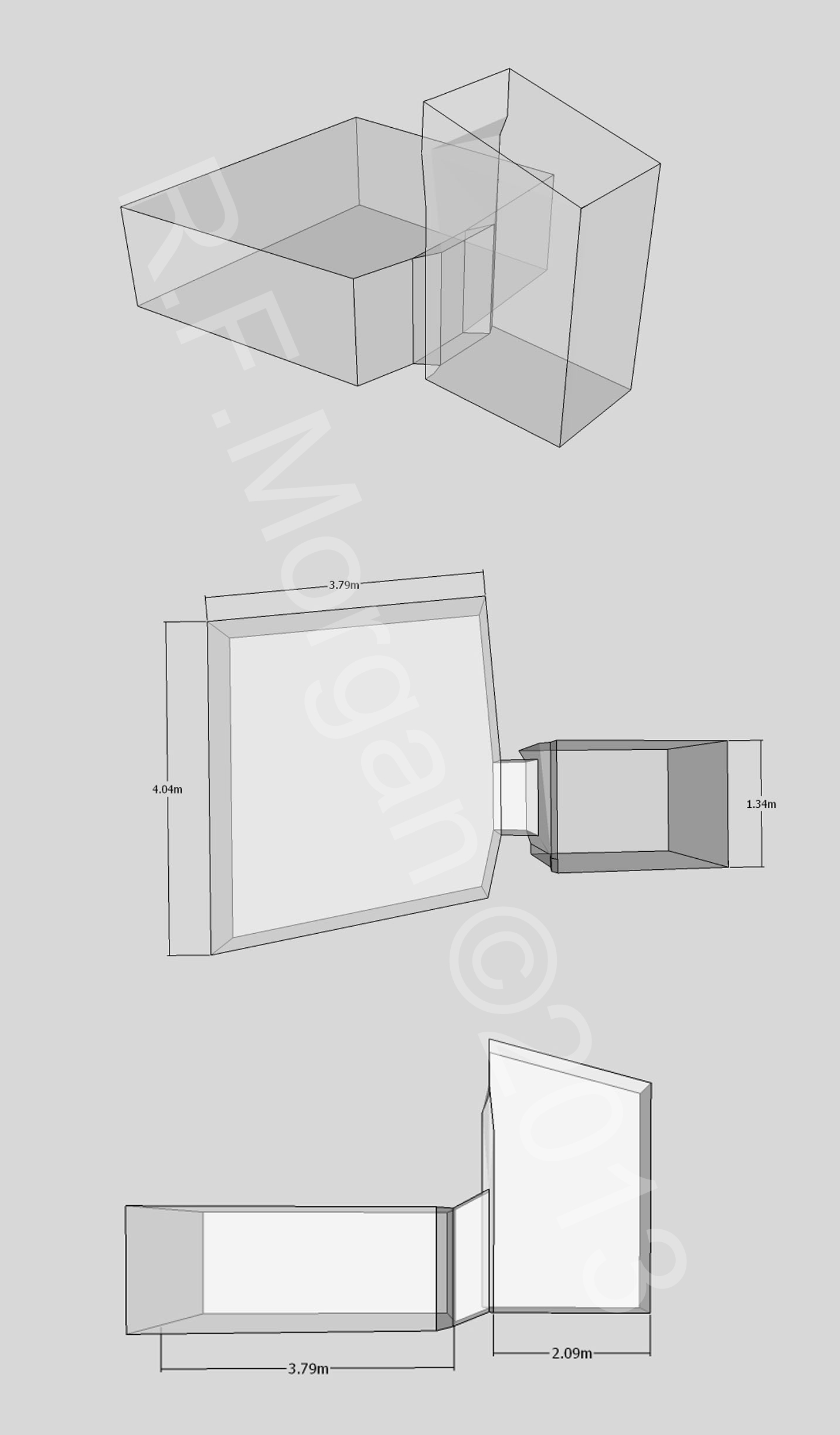
Schematische weergave van graf DK 36

Graf DK 36 is een graf uit de Vallei der Koningen. Het graf, daterend uit de 18e dynastie, werd ontdekt door Victor Loret in maart 1899. Het werd gebouwd voor edelman Maiherpri.